# Oscar za najbolju sporednu glumicu
Oscar na najbolju sporednu glumicu (eng. Academy Award for Best Supporting Actress) je jedan od Oscara za zasluge koji svake godine dodjeljuje Akademija filmskih umjetnosti i znanosti (AMPAS) kako bi odala počast glumici koja je ostvarila izvanrednu izvedbu tijekom rada u filmskoj industriji. Dok glumice nominirane za ovu nagradu biraju sami glumci i glumice članovi Akademije, pobjednice biraju svi članovi Akademije.

## Povjest
Tijekom posljednje 73 godine, računajući izjednačenja i ponovne pobjednike, Akademija je dodijelila ukupno 73 nagrade za najbolju sporednu glumicu 71 različitoj glumici. Dobitnice ovog Oscara za zasluge dobivaju poznatu statuu Oscara koja prikazuje pozlaćenog viteza koji drži križarski mač i stoji na roli filma. Prije 16. dodjele Oscara (1943.), pobjednice su dobivale plaketu. Prva dobitnica bila je Gale Sondergaard koja je nagrađena na 9. dodjeli (1936.) za svoju izvedbu u Anthony Adverse. Posljednja dobitnica je Penélope Cruz koja je nagrađena na 81. dodjeli (2008.) za svoju izvedbu u Vicky Cristina Barcelona.
Do 8. dodjele (1935.), nominacije za najbolju glumicu uključivale su sve glumice, bilo da je njihova uloga bila glavna ili sporedna. Na 9. dodjeli je uvedena kategorija najbolje sporedne glumice nakon prigovora da je jedinstvena kategorija favorizirala glavne glumice s najviše vremena na ekranu. Bez obzira na to, May Robson je bila nominirana za najbolju glumicu (Dama za jedan dan, 1933.) za svoju izvedbu u očigledno sporednoj ulozi. Danas kategorije najboljeg glavnog glumca, najbolje glavne glumice, najboljeg sporednog glumca i najbolje sporedne glumice čine četiri Akademijine nagrade za zasluge za glumu koje se dodjeljuju svake godine.

## Superlativi
| Superlativ                               | Najbolja glumica                                                                              | Najbolja glumica | Najbolja sporedna glumica      | Najbolja sporedna glumica | Ukupno                       | Ukupno |
| ---------------------------------------- | --------------------------------------------------------------------------------------------- | ---------------- | ------------------------------ | ------------------------- | ---------------------------- | ------ |
| Glumica s najviše nagrada                | Katharine Hepburn                                                                             | 4                | Shelley Winters i Dianne Wiest | 2                         | Katharine Hepburn            | 4      |
| Glumica s najviše nominacija             | Katharine Hepburn                                                                             | 12               | Thelma Ritter                  | 6                         | Meryl Streep                 | 15     |
| Glumica s najviše nominacija bez pobjede | Deborah Kerr                                                                                  | 6                | Thelma Ritter                  | 6                         | Deborah Kerr i Thelma Ritter | 6      |
| Film s najviše nominacija                | Sve o Evi; Iznenada, prošlog ljeta; Životna prekretnica; Vrijeme nježnosti; i Thelma i Louise | 2                | Tom Jones                      | 3                         | Sve o Evi                    | 4      |
| Najstarija pobjednica                    | Jessica Tandy                                                                                 | 80               | Peggy Ashcroft                 | 77                        | Jessica Tandy                | 80     |
| Najstarija nominirana                    | Jessica Tandy                                                                                 | 80               | Gloria Stuart                  | 87                        | Gloria Stuart                | 87     |
| Najmlađa pobjednica                      | Marlee Matlin                                                                                 | 21               | Tatum O'Neal                   | 10                        | Tatum O'Neal                 | 10     |
| Najmlađa nominirana                      | Keisha Castle-Hughes                                                                          | 13               | Tatum O'Neal                   | 10                        | Tatum O'Neal                 | 10     |

Jedine glumice koje su nagradu osvojile dvaput su Shelley Winters, 1959. i 1965. (bila je nominirana 1972., a 1951. i za najbolju glavnu glumicu); i Dianne Wiest 1986. i 1994. (nominirana je i 1989.).
Thelma Ritter imala je šest nominacija, više od ijedne druge glumice. Kako nikad nije osvojila nagradu, drži rekord i po broju neuspješnih nominacija. Thelma Ritter je i jedina glumica s nominacijama u četiri godine uzastopno (1950. – 1953.). Glenn Close je nominirana tri godine uzastopce (1982. – 1984.).
Glumice s četiri nominacije su: Ethel Barrymore, Agnes Moorehead, Lee Grant, Maureen Stapleton, Geraldine Page i Maggie Smith. Sve od nominacija Agnes Moorehead i Geraldine Page su bile neuspješne (ali je Page osvojila nagradu za najbolju glumicu); svaka od ostalih je pobijedila jednom (dok je Smith odnijela i nagradu u najprestižnijoj kategoriji).
Glumice s tri nominacije su: Anne Revere, Celeste Holm, Claire Trevor, Angela Lansbury, Shelley Winters, Glenn Close, Diane Ladd, Dianne Wiest, Meryl Streep, Frances McDormand i Cate Blanchett. Lansbury, Close, Ladd i McDormand nikad nisu osvojile ovu nagradu (ali je McDormand osvojila nagradu za najbolju glumicu).
Hattie McDaniel je prva Afroamerikanka, Miyoshi Umeki prva (i jedina) Azijka, Rita Moreno prva (i jedina) Portorikanka i Hispanka, Brenda Fricker prva (i jedina) Irkinja, Catherine Zeta-Jones prva (i jedina) Velšanka, Cate Blanchett prva (i jedina) Australka, a Penélope Cruz prva (i jedina) Španjolka koja je osvojila nagradu za najbolju sporednu glumicu.
Samo su tri glumice nominirane za najbolje sporedne za nijeme uloge: Patty Duke je pobijedila za Čudotvorca 1962., Samantha Morton je bila nominirana za Biti najbolji 1999., a Rinko Kikuchi nominirana za Babel 2006. I Morton i Kikuchi odigrale su uloge bez izgovorene riječi, dok Duke nije imala nikakvih dijaloga osim mrmljanja i vrištanja.

## Pobjednice i nominirane
Vodeći se Akademijinom praksom, filmovi ispod poredani su po godinama njihova prikazivanja u Los Angelesu, što je obično (ali ne i uvijek) u godini izdanja. Na primjer, Oscar za najbolju sporednu glumicu za 1999. se dodjeljuje tijekom svečanosti održane 2000. godine.

### 1930-e
| Godina | Dobitnica film                     | Nominirane |
| ------ | ---------------------------------- | --- |
| 1936.  | Gale Sondergaard – Anthony Adverse | Beulah Bondi – The Gorgeous Hussy Alice Brady – Moj čovjek Godfrey Bonita Granville – Njih troje Maria Ouspenskaya – Dodsworth                     |
| 1937.  | Alice Brady – U starom Chicagu     | Andrea Leeds – Ulaz na pozornicu Anne Shirley – Stella Dallas Claire Trevor – Slijepa ulica May Whitty – Noć mora pasti                            |
| 1938.  | Fay Bainter – Jezebel              | Beulah Bondi – Of Human Hearts Billie Burke – Merrily We Live Spring Byington – U grob ništa ne nosiš Miliza Korjus – Veliki valcer                |
| 1939.  | Hattie McDaniel – Zameo ih vjetar  | Olivia de Havilland – Zameo ih vjetar Geraldine Fitzgerald – Orkanski visovi Edna Oliver – Bubnjevi duž Mohawka Maria Ouspenskaya – Ljubavna afera |

### 1940-e
| Godina | Dobitnica film                               | Nominirane |
| ------ | -------------------------------------------- | --- |
| 1940.  | Jane Darwell – Plodovi gnjeva                | Judith Anderson – Rebecca Ruth Hussey – Priča iz Philadelphije Barbara O'Neil – All This and Heaven Too Marjorie Rambeau – Put jaglaca       |
| 1941.  | Mary Astor – Velika laž                      | Sara Allgood – Kako je bila zelena moja dolina Patricia Collinge – Male lisice Teresa Wright – Male lisice Margaret Wycherly – Narednik York |
| 1942.  | Teresa Wright – Gđa. Miniver                 | Gladys Cooper – A sada, putniče Agnes Moorehead – Veličanstveni Ambersonovi Susan Peters – Robovi prošlosti May Whitty – Gđa. Miniver        |
| 1943.  | Katina Paxinou – Kome zvono zvoni            | Gladys Cooper – Bernadettina pjesma Paulette Goddard – So Proudly We Hail! Anne Revere – Bernadettina pjesma Lucile Watson – Straža na Rajni |
| 1944.  | Ethel Barrymore – Ništa osim osamljenog srca | Jennifer Jones – Otkako si otišao Angela Lansbury – Plinsko svjetlo Aline MacMahon – Zmajevo sjeme Agnes Moorehead – Gospođa Parkington      |
| 1945.  | Anne Revere – Velika nagrada                 | Eve Arden – Mildred Pierce Anne Blyth – Mildred Pierce Angela Lansbury – Slika Doriana Graya Joan Lorring – Žito je zeleno                   |
| 1946.  | Anne Baxter – Oštri rub                      | Ethel Barrymore – Spiralne stepenice Lillian Gish – Dvoboj na suncu Flora Robson – Kovčeg za Saratogu Gale Sondergaard – Anna i kralj Sijama |
| 1947.  | Celeste Holm – Džentlmenski sporazum         | Ethel Barrymore – Slučaj Paradine Gloria Grahame – Unakrsna paljba Marjorie Main – Jaje i ja Anne Revere – Džentlmenski sporazum             |
| 1948.  | Claire Trevor – Otok Largo                   | Barbara Bel Geddes – I Remember Mama Ellen Corby – I Remember Mama Agnes Moorehead – Johnny Belinda Jean Simmons – Hamlet                    |
| 1949.  | Mercedes McCambridge – Svi kraljevi ljudi    | Ethel Barrymore – Pinky Celeste Holm – Pridružite se stadu Elsa Lanchester – Pridružite se stadu Ethel Waters – Pinky                        |

### 1950-e
| Godina | Dobitnica film                          | Nominirane |
| ------ | --------------------------------------- | --- |
| 1950.  | Josephine Hull – Harvey                 | Hope Emerson – U kavezu Celeste Holm – Sve o Evi Nancy Olson – Bulevar sumraka Thelma Ritter – Sve o Evi                                       |
| 1951.  | Kim Hunter – Tramvaj zvan čežnja        | Joan Blondell – Plavi veo Mildred Dunnock – Smrt trgovačkog putnika Lee Grant – Detektivska priča Thelma Ritter – Sezona parenja               |
| 1952.  | Gloria Grahame – Grad iluzija           | Jean Hagen – Pjevajmo na kiši Colette Marchand – Moulin Rouge Terry Moore – Vrati se, mala Shebo Thelma Ritter – S pjesmom u srcu              |
| 1953.  | Donna Reed – Odavde do vječnosti        | Grace Kelly – Mogambo Geraldine Page – Hondo Marjorie Rambeau – Torch Song Thelma Ritter – Krađa u Južnoj ulici                                |
| 1954.  | Eva Marie Saint – Na dokovima New Yorka | Nina Foch – Executive Suite Katy Jurado – Broken Lance Jan Sterling – Zapisano na nebu Claire Trevor – Zapisano na nebu                        |
| 1955.  | Jo Van Fleet – Istočno od Raja          | Betsy Blair – Marty Peggy Lee – Pete Kelly's Blues Marisa Pavan – Tetovirana ruža Natalie Wood – Buntovnik bez razloga                         |
| 1956.  | Dorothy Malone – Zapisano na vjetru     | Mildred Dunnock – Baby Doll Eileen Heckart – Sjeme zla Mercedes McCambridge – Div Patty McCormack – Sjeme zla                                  |
| 1957.  | Miyoshi Umeki – Sayonara                | Carolyn Jones – Momačka večer Elsa Lanchester – Svjedok optužbe Hope Lange – Gradić Peyton Diane Varsi – Gradić Peyton                         |
| 1958.  | Wendy Hiller – Odvojeni stolovi         | Peggy Cass – Auntie Mame Martha Hyer – Neki su dotrčali Maureen Stapleton – Usamljena srca Cara Williams – Bijeg u lancima                     |
| 1959.  | Shelley Winters – Dnevnik Anne Frank    | Hermione Baddeley – Put u visoko društvo Susan Kohner – Imitacija života Juanita Moore – Imitacija života Thelma Ritter – Šaputanje na jastuku |

### 1960-e
| Godina | Dobitnica film                              | Nominirane |
| ------ | ------------------------------------------- | --- |
| 1960.  | Shirley Jones – Elmer Gantry                | Glynis Johns – U smiraj dana Shirley Knight – Dark at the Top of the Stairs Janet Leigh – Psiho Mary Ure – Sinovi i ljubavnici                       |
| 1961.  | Rita Moreno – Priča sa zapadne strane       | Fay Bainter – Dječji sat Judy Garland – Suđenje u Nürnbergu Lotte Lenya – Rimsko proljeće gospođe Stone Una Merkel – Ljeto i dim                     |
| 1962.  | Patty Duke – Čudotvorka                     | May Badham – Ubiti pticu rugalicu Shirley Knight – Slatka ptica mladosti Angela Lansbury – Mandžurijski kandidat Thelma Ritter – Ptičar iz Alcatraza |
| 1963.  | Margaret Rutherford – V.I.P.                | Diane Cilento – Tom Jones Edith Evans – Tom Jones Joyce Redman – Tom Jones Lilia Skala – Ljiljani u polju                                            |
| 1964.  | Lila Kedrova – Grk Zorba                    | Gladys Cooper – My Fair Lady Dame Edith Evans – The Chalk Garden Grayson Hall – Noć iguane Agnes Moorehead – Tiho tiho, Charlotte                    |
| 1965.  | Shelley Winters – Susret u parku            | Ruth Gordon – Sve o Daisy Clover Joyce Redman – Othello Maggie Smith – Othello Peggy Wood – Moje pjesme, moji snovi                                  |
| 1966.  | Sandy Dennis – Tko se boji Virginije Woolf? | Wendy Hiller – Čovjek za sva vremena Jocelyn Lagarde – Havaji Vivien Merchant – Alfie Geraldine Page – Sada si velik momak                           |
| 1967.  | Estelle Parsons – Bonnie i Clyde            | Carol Channing – Thoroughly Modern Millie Mildred Natwick – Bosonogi u parku Beah Richards – Pogodi tko dolazi na večeru Katharine Ross – Diplomac   |
| 1968.  | Ruth Gordon – Rosemaryna beba               | Lynn Carlin – Lica Sandra Locke – Srce je usamljeni lovac Kay Medford – Smiješna djevojka Estelle Parsons – Rachel, Rachel                           |
| 1969.  | Goldie Hawn – Kaktusov cvijet               | Catherine Burns – Last Summer Dyan Cannon – Bob i Carol, Ted i Alice Sylvia Miles – Ponoćni kauboj Susannah York – Konje ubijaju, zar ne?            |

### 1970-e
| Godina | Dobitnica film                               | Nominirane |
| ------ | -------------------------------------------- | --- |
| 1970.  | Helen Hayes – Aerodrom                       | Karen Black – Pet lakih komada Lee Grant – Stanodavac Sally Kellerman – M*A*S*H Maureen Stapleton – Aerodrom                                                                                 |
| 1971.  | Cloris Leachman – Posljednja kino predstava  | Ellen Burstyn – Posljednja kino predstava Barbara Harris – Tko je Harry Kellerman i zašto govori te ružne stvari o meni? Margaret Leighton – Ljubavni glasnik Ann-Margret – Carnal Knowledge |
| 1972.  | Eileen Heckart – Leptiri su slobodni         | Jeannie Berlin – Zavodnik Geraldine Page – Pete i Tillie Susan Tyrrell – Debeli grad Shelley Winters – Posjedonova avantura                                                                  |
| 1973.  | Tatum O'Neal – Mjesec od papira              | Linda Blair – Egzorcist Candy Clark – Američki grafiti Madeline Kahn – Mjesec od papira Sylvia Sidney – Ljetne želje, zimski snovi                                                           |
| 1974.  | Ingrid Bergman – Ubojstvo u Orijent Expressu | Valentina Cortese – Američka noć Madeline Kahn – Vruća sedla Diane Ladd – Alice više ne stanuje ovdje Talia Shire – Kum II                                                                   |
| 1975.  | Lee Grant – Holivudski frizer                | Ronee Blakley – Nashville Sylvia Miles – Zbogom, ljepotice Lily Tomlin – Nashville Brenda Vaccaro – Jacqueline Susann's Once Is Not Enough                                                   |
| 1976.  | Beatrice Straight – TV mreža                 | Jane Alexander – Svi predsjednikovi ljudi Jodie Foster – Taksist Lee Grant – Putovanje prokletih Piper Laurie – Carrie                                                                       |
| 1977.  | Vanessa Redgrave – Julia                     | Leslie Browne – Životna prekretnica Quinn Cummings – Djevojka za zbogom Melinda Dillon – Bliski susreti treće vrste Tuesday Weld – Tražeći gospodina Goodbara                                |
| 1978.  | Maggie Smith – Apartman Hotela Kalifornija   | Dyan Cannon – Nebo može čekati Penelope Milford – Povratak veterana Maureen Stapleton – Interijeri Meryl Streep – Lovac na jelene                                                            |
| 1979.  | Meryl Streep – Kramer protiv Kramera         | Jane Alexander – Kramer protiv Kramera Barbara Barrie – Četiri prijatelja Candice Bergen – Početi iznova Mariel Hemingway – Manhattan                                                        |

### 1980-e
| Godina | Dobitnica film                         | Nominirane |
| ------ | -------------------------------------- | --- |
| 1980.  | Mary Steenburgen – Melvin i Howard     | Eileen Brennan – Vojnik Benjamin Eva Le Gallienne – Uskrsnuće Cathy Moriarty – Razjareni bik Diana Scarwid – Inside Moves                               |
| 1981.  | Maureen Stapleton – Crveni             | Melinda Dillon – Bez zlobe Jane Fonda – Ljetnikovac na Zlatnom jezeru Joan Hackett – Only When I Laugh Elizabeth McGovern – Ragtime                     |
| 1982.  | Jessica Lange – Tootsie                | Glenn Close – Svijet po Garpu Teri Garr – Tootsie Kim Stanley – Frances Lesley Ann Warren – Victor, Victoria                                            |
| 1983.  | Linda Hunt – Godina opasnog življenja  | Cher – Silkwood Glenn Close – Velika jeza Amy Irving – Yentl Alfre Woodard – Cross Creek                                                                |
| 1984.  | Peggy Ashcroft – Put u Indiju          | Glenn Close – Potpuno prirodno Lindsay Crouse – Mjesto u srcu Christine Lahti – Druga smjena Geraldine Page – Papa Greenwich Villagea                   |
| 1985.  | Anjelica Huston – Čast Prizzijevih     | Margaret Avery – Boja purpura Amy Madigan – Dvaput u životu Meg Tilly – Agnes od Boga Oprah Winfrey – Boja purpura                                      |
| 1986.  | Dianne Wiest – Hannah i njezine sestre | Tess Harper – Zločini srca Piper Laurie – Djeca manjeg boga Mary Elizabeth Mastrantonio – Boja novca Maggie Smith – Soba s pogledom                     |
| 1987.  | Olympia Dukakis – Začarana mjesecom    | Norma Aleandro – Gaby-A True Story Anne Archer – Kobna privlačnost Anne Ramsey – Baci mamu iz vlaka Ann Sothern – Čekajući kitove                       |
| 1988.  | Geena Davis – Slučajni turist          | Joan Cusack – Zaposlena djevojka Frances McDormand – Mississippi u plamenu Michelle Pfeiffer – Opasne veze Sigourney Weaver – Zaposlena djevojka        |
| 1989.  | Brenda Fricker – Moje lijevo stopalo   | Anjelica Huston – Neprijatelji - ljubavna priča Lena Olin – Neprijatelji - ljubavna priča Julia Roberts – Čelične magnolije Dianne Wiest – Roditeljstvo |

### 1990-e
| Godina | Dobitnica film                       | Nominirane |
| ------ | ------------------------------------ | --- |
| 1990.  | Whoopi Goldberg – Duh                | Annette Bening – Varalice Lorraine Bracco – Dobri momci Diane Ladd – Divlji u srcu Mary McDonnell – Ples s vukovima                              |
| 1991.  | Mercedes Ruehl – Kralj ribara        | Diane Ladd – Rambling Rose Juliette Lewis – Rt straha Kate Nelligan – Gospodar plime Jessica Tandy – Pržene zelene rajčice                       |
| 1992.  | Marisa Tomei – Moj rođak Vinny       | Judy Davis – Muževi i žene Joan Plowright – Nezaboravni travanj Vanessa Redgrave – Howards End Miranda Richardson – Požuda                       |
| 1993.  | Anna Paquin – Glasovir               | Holly Hunter – Tvrtka Rosie Perez – Lice straha Winona Ryder – Doba nevinosti Emma Thompson – U ime oca                                          |
| 1994.  | Dianne Wiest – Metci iznad Broadwaya | Rosemary Harris – Tom i Viv Helen Mirren – Ludilo kralja Georgea Uma Thurman – Pakleni šund Jennifer Tilly – Metci iznad Broadwaya               |
| 1995.  | Mira Sorvino – Moćna Afrodita        | Joan Allen – Nixon Kathleen Quinlan – Apollo 13 Mare Winningham – Georgia Kate Winslet – Razum i osjećaji                                        |
| 1996.  | Juliette Binoche – Engleski pacijent | Joan Allen – Vještice iz Salema Lauren Bacall – Ogledalo ima dva lica Barbara Hershey – Portret jedne dame Marianne Jean-Baptiste – Tajne i laži |
| 1997.  | Kim Basinger – L.A. povjerljivo      | Joan Allen – In & Out Minnie Driver – Dobri Will Hunting Julianne Moore – Kralj pornića Gloria Stuart – Titanic                                  |
| 1998.  | Judi Dench – Zaljubljeni Shakespeare | Kathy Bates – Pobjedničke boje Brenda Blethyn – Mali glas Rachel Griffiths – Hilary i Jackie Lynn Redgrave – Bogovi i čudovišta                  |
| 1999.  | Angelina Jolie – Prekinuta mladost   | Toni Collette – Šesto čulo Catherine Keener – Biti John Malkovich Samantha Morton – Biti najbolji Chloë Sevigny – Dečki ne plaču                 |

### 2000-e
| Godina | Dobitnica film                           | Nominirane |
| ------ | ---------------------------------------- | --- |
| 2000.  | Marcia Gay Harden – Pollock              | Judi Dench – Čokolada Kate Hudson – Korak do slave Frances McDormand – Korak do slave Julie Walters – Billy Elliot                         |
| 2001.  | Jennifer Connelly – Genijalni um         | Helen Mirren – Gosford Park Maggie Smith – Gosford Park Marisa Tomei – U zamci Kate Winslet – Iris                                         |
| 2002.  | Catherine Zeta-Jones – Chicago           | Kathy Bates – Gospodin Schmidt Queen Latifah – Chicago Julianne Moore – Sati Meryl Streep – Adaptacija                                     |
| 2003.  | Renee Zellweger – Studengora             | Shohreh Aghdashloo – Kuća pijeska i magle Patricia Clarkson – Praznici s April Marcia Gay Harden – Mistična rijeka Holly Hunter – Trinaest |
| 2004.  | Cate Blanchett – Avijatičar              | Laura Linney – Kinsey Virginia Madsen – Stranputica Sophie Okonedo – Hotel Ruanda Natalie Portman – Bliski odnosi                          |
| 2005.  | Rachel Weisz – Brižni vrtlar             | Amy Adams – Junebug Catherine Keener – Capote Frances McDormand – Sjeverna zemlja Michelle Williams – Planina Brokeback                    |
| 2006.  | Jennifer Hudson – Komadi iz snova        | Adriana Barraza – Babel Cate Blanchett – Bilješke o skandalu Abigail Breslin – Mala Miss Amerike Rinko Kikuchi – Babel                     |
| 2007.  | Tilda Swinton – Michael Clayton          | Cate Blanchett – Nema me Ruby Dee – Američki gangster Saoirse Ronan – Okajanje Amy Ryan – Nestala bez traga                                |
| 2008.  | Penelope Cruz – Vicky Cristina Barcelona | Amy Adams – Sumnja Viola Davis – Sumnja Taraji P. Henson – Neobična priča o Benjaminu Buttonu Marisa Tomei – Hrvač                         |
| 2009.  | Mo'Nique – Precious                      | Penélope Cruz – Devet Vera Farmiga – Ni na nebu, ni na zemlji Maggie Gyllenhaal – Crazy Heart Anna Kendrick – Ni na nebu, ni na zemlji     |

### 2010-e
| Godina | Dobitnica film                                 | Nominirane |
| ------ | ---------------------------------------------- | --- |
| 2010.  | Melissa Leo – Boksač                           | Amy Adams – Boksač Helena Bonham Carter – Kraljev govor Hailee Steinfeld – Čovjek zvan hrabrost Jacki Weaver – Animal Kingdom      |
| 2011.  | Octavia Spencer – Tajni život kućnih pomoćnica | Berenice Bejo – Umjetnik Jessica Chastain – Tajni život kućnih pomoćnica Melissa McCarthy – Djeveruše Janet McTeer – Albert Nobbs  |
| 2012.  | Anne Hathaway – Jadnici                        | Amy Adams – Master Sally Field – Lincoln Helen Hunt – Seanse Jacki Weaver – U dobru i u zlu                                        |
| 2013.  | Lupita Nyong'o – 12 godina ropstva             | Sally Hawkins – Jasmine French Jennifer Lawrence – Američki varalice Julia Roberts – Kolovoz u okrugu Osage June Squibb – Nebraska |
| 2014.  | Patricia Arquette – Odrastanje                 | Laura Dern – Divljina Keira Knightley – Igra oponašanja Emma Stone – Birdman Meryl Streep – U šumi                                 |
| 2015.  | Alicia Vikander – Dankinja                     | Jennifer Jason Leigh – Mrska osmorka Rooney Mara – Carol Rachel McAdams – Spotlight Kate Winslet – Steve Jobs                      |
| 2016.  | Viola Davis – Ograde                           | Naomie Harris – Moonlight Nicole Kidman – Lav Octavia Spencer – Skrivene brojke Michelle Williams – Manchester by the Sea          |
| 2017.  | Allison Janney – Ja, Tonya                     | Laurie Metcalf – Lady Bird Lesley Manvile – Fantomska nit Mary J. Blige – Mudbound Octavia Spencer – Oblik vode                    |
| 2018.  | Regina King – Ulica Beale                      | Amy Adams – Čovjek iz sjene Emma Stone – Miljenica Marina de Tavira – Roma Rachel Weisz – Miljenica                                |
| 2019.  | Laura Dern – Priča o braku                     | Florence Pugh – Male žene Kathy Bates – Slučaj Richarda Jewella Margot Robbie – One su bombe Scarlett Johansson – Jojo Rabbit      |

### 2020-e
| Godina | Dobitnik film                           | Nominirani |
| ------ | --------------------------------------- | --- |
| 2020.  | Youn Yuh-jung – Minari                  | Maria Bakalova – Borat 2 Glenn Close – Gorštačka elegija Olivia Colman – Otac Amanda Seyfried – Mank                            |
| 2021.  | Ariana DeBose – Priča sa zapadne strane | Jessie Buckley – Mračna kći Judi Dench – Belfast Kirsten Dunst – Šape pasje Aunjanue Ellis – Kralj Richard                      |
| 2022.  | Jamie Lee Curtis – Sve u isto vrijeme   | Angela Bassett – Black Panther: Wakanda Zauvijek Hong Chau – Kit Kerry Condon – Duhovi otoka Stephanie Hsu – Sve u isto vrijeme |
| 2023.  | Da'Vine Joy Randolph – The Holdovers    | Emily Blunt – Oppenheimer Danielle Brooks – Boja purpura America Ferrera – Barbie Jodie Foster – Nyad                           |

## Strane dobitnice
Kako su Oscari osnovani u Sjedinjenim Državama te se fokusiraju na hollywoodsku filmsku industriju, većina dobitnika Oscara su bili Amerikanci. Bez obzira na to, mnogo je glumica pobjednica bilo iz inozemstva.
- Australija: Cate Blanchett
- Francuska: Juliette Binoche and Lila Kedrova
- Grčka: Katina Paxinou
- Irska: Brenda Fricker
- Japan: Miyoshi Umeki
- Kanada: Anna Paquin
- Kenija: Lupita Nyong'o
- Portoriko: Rita Moreno
- Španjolska: Penelope Cruz
- Švedska: Ingrid Bergman i Alicia Vikander
- Ujedinjeno Kraljevstvo: Peggy Ashcroft, Judi Dench, Wendy Hiller, Vanessa Redgrave, Margaret Rutherford, Maggie Smith, Tilda Swinton, Rachel Weisz i Catherine Zeta-Jones

Na 37. dodjeli Oscara (1964.), po prvi put u povijesti, sve četiri glumačke nagrade su otišle neameričkim glumcima: Rexu Harrisonu, Julie Andrews, Peteru Ustinovu i Lili Kedrovoj. To se drugi put dogodilo na 80. dodjeli (2007.) kad su pobjednici bili Daniel Day-Lewis, Marion Cotillard, Javier Bardem i Tilda Swinton.

## Vanjske poveznice
- Oscars.org (službena stranica Akademije)
- Oscar.com (službena promotivna stranica dodjele)
- Akademijina baza podataka  Arhivirana inačica izvorne stranice od 13. rujna 2008. (Wayback Machine) (službena stranica)